# Communauté de communes du Pays de l'Ourcq
La communauté de communes du Pays de l'Ourcq est une communauté de communes française, située dans le département de Seine-et-Marne et la région Île-de-France.

## Historique
Créée le 30 décembre 1999, la communauté de communes du Pays de l'Ourcq provient de la transformation de l'ancien district rural du Pays de l'Ourcq créé le 13 décembre 1973.
Au regroupement des 21 communes présentes à l'origine vient s'ajouter Armentières-en-Brie, le 1er janvier 2005.

## Territoire communautaire

### Composition
La communauté de communes est composée des 22 communes suivantes :

| Nom                    | Code Insee | Gentilé                       | Superficie (km2) | Population (dernière pop. légale) | Densité (hab./km2) |
| ---------------------- | ---------- | ----------------------------- | ---------------- | --------------------------------- | ------------------ |
| Ocquerre (siège)       | 77343      | Ocquerrois                    | 10,12            | 376 (2022)                        | 37                 |
| Armentières-en-Brie    | 77008      | Armentiérois                  | 7,27             | 1 196 (2022)                      | 165                |
| Cocherel               | 77120      | Cocherellois                  | 8,27             | 619 (2022)                        | 75                 |
| Congis-sur-Thérouanne  | 77126      | Congissois                    | 15,12            | 1 776 (2022)                      | 117                |
| Coulombs-en-Valois     | 77129      |                               | 22,41            | 579 (2022)                        | 26                 |
| Crouy-sur-Ourcq        | 77148      | Crouyciens                    | 19,42            | 1 806 (2022)                      | 93                 |
| Dhuisy                 | 77157      | Dhuiséens                     | 8,14             | 330 (2022)                        | 41                 |
| Douy-la-Ramée          | 77163      | Dolaraméens                   | 7,97             | 388 (2022)                        | 49                 |
| Étrépilly              | 77173      | Sterpiliaciens ou Étrépillois | 13,18            | 813 (2022)                        | 62                 |
| Germigny-sous-Coulombs | 77204      | Germinois                     | 6,53             | 203 (2022)                        | 31                 |
| Isles-les-Meldeuses    | 77231      | Iléos-Meldois                 | 6,94             | 780 (2022)                        | 112                |
| Jaignes                | 77235      | Jaignaciens                   | 10,11            | 320 (2022)                        | 32                 |
| Lizy-sur-Ourcq         | 77257      | Lizéens                       | 11,16            | 3 575 (2022)                      | 320                |
| Marcilly               | 77274      |                               | 6,93             | 463 (2022)                        | 67                 |
| Mary-sur-Marne         | 77280      | Marysiens                     | 2,22             | 1 135 (2022)                      | 511                |
| May-en-Multien         | 77283      | Mahouyots                     | 19,15            | 884 (2022)                        | 46                 |
| Le Plessis-Placy       | 77367      | Marcilliens                   | 8,2              | 296 (2022)                        | 36                 |
| Puisieux               | 77380      | Puisotains                    | 9,21             | 319 (2022)                        | 35                 |
| Tancrou                | 77460      | Tancrétiens                   | 12,21            | 330 (2022)                        | 27                 |
| Trocy-en-Multien       | 77476      | Trocéens                      | 7,46             | 230 (2022)                        | 31                 |
| Vendrest               | 77490      | Vendrestois                   | 17,73            | 673 (2022)                        | 38                 |
| Vincy-Manœuvre         | 77526      | Vincynois                     | 4,96             | 274 (2022)                        | 55                 |

### Démographie
| 1968  | 1975   | 1982   | 1990   | 1999   | 2009   | 2014   | 2020   |
| ----- | ------ | ------ | ------ | ------ | ------ | ------ | ------ |
| 8 970 | 10 288 | 11 343 | 13 600 | 15 606 | 17 307 | 17 857 | 17 375 |

## Organisation

### Siège
Le siège de l'intercommunalité est à Ocquerre, Bruit de Lizy, 2 avenue Louis Delahaye.

### Élus
La communauté de communes est administrée par son conseil communautaire, composé pour la mandature 2020-2026 de  43 conseillers municipaux représentant chacune des  communes membres et répartis sensiblement en fonction de leur population de la manière suivante :
- 7 délégués pour Lizy-sur-Ourcq,
- 4 délégués pour Crouy-sur-Ourcq,
- 3 délégués pour Congis-sur-Thérouanne,
- 2 délégués pour Armentières-en-Brie, Cocherel, Coulombs-en-Valois, Étrepilly, Isles-lès-Meldeuses, Marcilly, Mary-sur-Marne, May-en-Multien, Ocquerre  et Vendrest,
- 1 délégué ou son suppléant, pour les 9 autres communes.

Au terme des élections municipales de 2020 en Seine-et-Marne, le conseil communautaire renouvelé a réélu le 10 juillet 2020 son président, Pierre Eelbode, maire de Cocherel et désigné ses 8 vice-présidents, qui sont : 
1. Bruno Gautier, maire d'Ocquerre, chargé du développement économique et des finances ;
2. Maxence Gille, maire de Lizy-sur-Ourcq, chargé du numérique et  de la GEMAPI ;
3. Robert Picaud, maire-adjoint de Cocherelchargé de l'aménagement durable et des travaux.;
4. Francis Chesné, maire de Vendrest, chargé des transports ;
5. Bernadette Beauvais, maire d'Etrepilly, chargée de la culture et du tourisme ;
6. Cindy Moussi-Le Guillou, conseillère municipale d'opposition de  Lizy-sur-Ourcq, conseillère départementale du canton de la Ferté-sous-Jouarre (2021 → ), chargée des affaires sociales et de la santé ;
7. Philippe Mimmas, maire de Congis-sur-Thérouanne, chargé des sports ;
8. Arnaud Rousseau, maire de Trocy-en-Multien, chargé de l'aménagement du territoire et de l'urbanisme.

Ensemble, ils forment le bureau de l'intercommunalité pour la mandature 2020-2026.

### Liste des présidents
| Période    | Période                     | Identité          | Étiquette     | Qualité                                                                                        |
| ---------- | --------------------------- | ----------------- | ------------- | ---------------------------------------------------------------------------------------------- |
| 1973       | 1995                        | Philippe François | RPR           | Agriculteur Sénateur de Seine-et-Marne (1983 → 2004) Maire de Coulombs-en-Valois (1964 → 2008) |
| 1995       | 2008                        | Claude Courtier   | UMP           | Agriculteur Maire d'Ocquerre                                                                   |
| 2008       | avril 2014                  | Michel Fouchault  |               | Agriculteur Maire de Crouy-sur-Ourcq (2001 → 2014)                                             |
| avril 2014 | En cours (au 28 avril 2021) | Pierre Eelbode    | DVD puis Agir | Agriculteur Maire de Cocherel (1995 → ) Réélu pour le mandat 2020-2026                         |

### Compétences
L'intercommunalité exerce les compétences qui lui ont été tranésférées par les communes membres, dans les conditions déterminées par le code général des collectivités territoriales. Il s'agit de : 
- aménagement : actions d'intérêt communautaire, schéma de cohérence territoriale et schéma de secteur
- développement économique : actions de développement économique, zones d'activité, politique locale du commerce et soutien aux activités commerciales d'intérêt communautaire, promotion du tourisme, dont la création d'offices de tourisme
- gestion des milieux aquatiques et prévention des inondations (GEMAPI) ;
- aires d'accueil des Gens du voyage ;
- collecte et traitement des ordures ménagères et déchets assimilés ;
- environnement ;
- politique du logement et du cadre de vie : amélioration de l’habitat, élaboration et mise en œuvre d'un programme local de l'habitat ;
- action sociale d'intérêt communautaire : petite enfance et famille, enfance-jeunesse, sécurité et prévention de la délinquance, sans préjudice des pouvoirs de police des maires, insertion sociale et professionnelle et accès aux droits, personnes âgées et personnes handicapées, vie associative ;
- assainissement ;
- eau ;
- maisons de services au public ;
- équipements culturels, sportifs, sociaux, socio-éducatifs, de santé ou de développement économique ;
- . transport : coordination des différents modes de transport collectif sur le territoire, transports collectifs routiers, arrêts de cars, transport des élèves de CM2 vers les collèges dans le cadre des journées « Découverte du Collège »
- culture : politique de développement culturel
- sports : étude et mise en œuvre d’une politique sportive ;
- santé : dynamique locale de Pôle de Santé
- aménagement numérique : infrastructures de réseaux et de services locaux de communications électroniques
- voirie : voiries nécessaires à la desserte primaire et secondaire des opérations d’aménagement sous maîtrise d’ouvrage communautaire., schéma de traitement hivernal en concertation avec les collectivités ou les institutionnels.
- infrastructures et superstructures : études relatives à l'impact des projets lourds d'infrastructure ou de superstructure, notamment dans les domaines ferroviaire, énergétique, routier et de communication,
- participation financière au fonctionnement du service départemental d'incendie et de secours
- action décentralisée : sauf jumelage communal.
- sécurité et prévention de la délinquance, sans préjudice des pouvoirs de police des maires : coordination et animation du conseil intercommunal de sécurité et de prévention de la délinquance ou tout autre dispositif qui lui serait substitué.

### Régime fiscal et budget
La communauté de communes est un établissement public de coopération intercommunale à fiscalité propre.
Afin de financer l'exercice de ses compétences, l'intercommunalité perçoit la fiscalité professionnelle unique (FPU) – qui a succédé à la taxe professionnelle unique (TPU) – et assure une péréquation de ressources entre les communes résidentielles et celles dotées de zones d'activité.
Elle perçoit également une redevance d'enlèvement des ordures ménagères (REOM), qui finance le fonctionnement de ce service public.
Elle ne reverse pas de dotation de solidarité communautaire (DSC) à ses communes membres.

## Projets et réalisations
Conformément aux dispositions légales, une communauté de communes a pour objet d'associer des « communes au sein d'un espace de solidarité, en vue de l'élaboration d'un projet commun de développement et d'aménagement de l'espace ».